# Пеньяс
Пе́ньяс (исп. Golfo de Penas — «залив несчастья») — залив Тихого океана, у южных берегов Чили. Расположен между полуостровом Тайтао на севере и островом Гуаянено на юге.
Длина залива составляет около 80 км, ширина — 65 км. Глубина достигает 146 м. В заливе находится крупный остров Хавьер. Приливы неправильные полусуточные, их высота доходит до 1,6 м. Температура поверхностного слоя воды в заливе в зависимости от времени года меняется между 8,7 и 18,3 °C.
Залив является местом размножения таких видов рыб, как Maurolicus parvipinnis, Sprattus fueguensis, Sebastes capensis, Bathylagichthys.